# Ronde van Vlaanderen 2013
Op 31 maart 2013, Pasen, werd de 97e editie van de Ronde van Vlaanderen gereden. De Ronde vierde zijn eeuwfeest, want de eerste editie vond plaats in 1913. De wedstrijd werd enkel tussen 1915 en 1918 niet georganiseerd, dit door de Eerste Wereldoorlog.

## Mannen
Titelverdediger was Tom Boonen, die zich met zijn overwinning in 2012 naast Achiel Buysse, Fiorenzo Magni, Eric Leman en Johan Museeuw plaatste als mederecordhouder met drie overwinningen in 'Vlaanderens Mooiste'. Deze editie werd gewonnen door Fabian Cancellara, voor Peter Sagan en Jürgen Roelandts.

## Parcours
Het parcours van de wedstrijd bleef ten opzichte van 2012 grotendeels behouden. De aanloop werd wel lichtjes aangepast. Daardoor kwam er één helling bij, namelijk de Tiegemberg, die als eerste helling beklommen werd. De kasseistroken van de Huisepontweg in Wannegem-Lede en de Doorn in Oudenaarde werden niet aangedaan. Wel werd de Jagerij, na een jaar afwezigheid terug opgenomen in het parcours. Voor de rest bleef het lussensysteem rond de Paterberg en de Oude Kwaremont behouden en deze moesten dus opnieuw elk driemaal beklommen worden in de finale van de wedstrijd.

### Hellingen
In totaal moesten de renners 17 hellingen bedwingen:
| Nummer | Naam             | Kilometer | Bestrating | Lengte (m) | Gemiddelde helling | Maximale helling |
| ------ | ---------------- | --------- | ---------- | ---------- | ------------------ | ---------------- |
| 1      | Tiegemberg       | 90,7      | asfalt     | 1000       | 6,5%               | 9%               |
| 2      | Taaienberg       | 112,6     | kasseien   | 530        | 6,6%               | 18%              |
| 3      | Eikenberg        | 119,0     | kasseien   | 1300       | 6,2%               | 11%              |
| 4      | Molenberg        | 134,2     | kasseien   | 463        | 7%                 | 14%              |
| 5      | Rekelberg        | 148,7     | asfalt     | 800        | 4%                 | 10%              |
| 6      | Berendries       | 154,1     | asfalt     | 940        | 7%                 | 14%              |
| 7      | Valkenberg       | 159,6     | asfalt     | 540        | 8,1%               | 13%              |
| 8      | Oude Kwaremont   | 182,2     | kasseien   | 2200       | 4%                 | 12%              |
| 9      | Paterberg        | 185,6     | kasseien   | 360        | 12,9%              | 20%              |
| 10     | Koppenberg       | 192,2     | kasseien   | 600        | 11,6%              | 22%              |
| 11     | Steenbeekdries   | 197,6     | kasseien   | 700        | 5,3%               | 6,5%             |
| 12     | Kruisberg/Hotond | 209,4     | asfalt     | 2500       | 5%                 | 9%               |
| 13     | Oude Kwaremont   | 219,3     | kasseien   | 2200       | 4%                 | 12%              |
| 14     | Paterberg        | 222,7     | kasseien   | 360        | 12,9%              | 20%              |
| 15     | Hoogberg/Hotond  | 229,7     | asfalt     | 3000       | 3,5%               | 9%               |
| 16     | Oude Kwaremont   | 239,5     | kasseien   | 2200       | 4%                 | 12%              |
| 17     | Paterberg        | 242,5     | kasseien   | 360        | 12,9%              | 20%              |

### Kasseistroken
Naast de hellingen kregen de renners ook nog 7 vlakke kasseistroken voor de wielen geschoven.
| Nummer | Naam             | Kilometer | Lengte (m) |
| ------ | ---------------- | --------- | ---------- |
| 1      | Holleweg         | 120,5     | 1500       |
| 2      | Ruitersstraat    | 122,0     | 800        |
| 3      | Kerkgate         | 125,3     | 1500       |
| 4      | Jagerij          | 128,5     | 800        |
| 5      | Paddestraat      | 139,1     | 2300       |
| 6      | Mariaborrestraat | 196.2     | 2000       |
| 7      | Donderij         | 199,4     | 800        |

### Dorp van de Ronde
Dit jaar was Rekkem, een deelgemeente van Menen, het dorp van de Ronde. Dit als eerbetoon aan Paul Deman, de eerste winnaar van de Ronde van Vlaanderen in 1913, precies 100 jaar geleden.

## Wedstrijdverloop
Al vroeg in de wedstrijd (na 19 km), viel de winnaar van 2012, Tom Boonen uit door een val. De wedstrijd bleef lang gesloten. Er waren aanvankelijk 7 vluchters met onder meer André Greipel en Laurens De Vreese. Op 30 km van het einde ontstond een kopgroep met Jürgen Roelandts, Yoann Offredo, Maarten Tjallingii, Sébastien Turgot, Michał Kwiatkowski en Sébastien Hinault. Op de Kwaremont reed Roelandts van de anderen weg. Op dat moment versnelde Fabian Cancellara in het peloton. Hij kreeg Peter Sagan mee in zijn spoor. De twee reden naar Roelandts. Op de Paterberg reed Cancellara van kop af weg van Roelandts en Sagan en ging solo op weg naar Oudenaarde. Cancellara won met anderhalve minuut voorsprong op Peter Sagan en Jürgen Roelandts. Alexander Kristoff won de sprint voor de vierde plaats.

## Deelnemende ploegen
Er namen dit jaar uitzonderlijk 26 ploegen deel aan de Ronde, omdat Katjoesja in laatste instantie nog tot de UCI World Tour werd toegelaten en er reeds 7 wildcards waren uitgedeeld.
| 19 UCI World Tour-ploegen | 19 UCI World Tour-ploegen | 19 UCI World Tour-ploegen | 7 wildcards                 |
| ------------------------- | ------------------------- | ------------------------- | --------------------------- |
| AG2R-La Mondiale          | FDJ                       | Omega Pharma-Quick Step   | Accent-Wanty                |
| Argos-Shimano             | Team Garmin-Sharp         | Orica-GreenEdge           | Topsport Vlaanderen-Baloise |
| Astana Pro Team           | Lampre-Merida             | RadioShack-Leopard        | Crelan-Euphony              |
| Blanco Pro Cycling        | Lotto-Belisol             | Saxo-Tinkoff              | Team Europcar               |
| BMC Racing Team           | Katjoesja Team            | Sky ProCycling            | Vini Fantini-Selle Italia   |
| Cannondale Pro Cycling    | Team Movistar             | Vacansoleil-DCM           | Team NetApp-Endura          |
| Euskaltel-Euskadi         |                           |                           | IAM Cycling                 |

## Uitslag
| Ronde van Vlaanderen 2013 |                      |                           |          |
| Plaats                    | Naam                 | Ploeg                     | Tijd     |
| Winnaar                   | Fabian Cancellara    | RadioShack-Leopard        | 6u06'01" |
| 2                         | Peter Sagan          | Cannondale Pro Cycling    | + 1' 27" |
| 3                         | Jürgen Roelandts     | Lotto-Belisol             | + 1' 29" |
| 4                         | Alexander Kristoff   | Katjoesja Team            | + 1' 39" |
| 5                         | Matthieu Ladagnous   | FDJ                       | z.t.     |
| 6                         | Heinrich Haussler    | IAM Cycling               | z.t.     |
| 7                         | Greg Van Avermaet    | BMC Racing Team           | z.t.     |
| 8                         | Sébastien Turgot     | Team Europcar             | z.t.     |
| 9                         | John Degenkolb       | Argos-Shimano             | z.t.     |
| 10                        | Sebastian Langeveld  | Orica-GreenEdge           | z.t.     |
| 11                        | Lars Boom            | Blanco Pro Cycling        | z.t.     |
| 12                        | Daniel Oss           | BMC Racing Team           | z.t.     |
| 13                        | Sylvain Chavanel     | Omega Pharma-Quickstep    | z.t.     |
| 14                        | Stijn Vandenbergh    | Omega Pharma-Quickstep    | z.t.     |
| 15                        | Oscar Gatto          | Vini Fantini-Selle Italia | z.t.     |
| 16                        | Yoann Offredo        | FDJ                       | z.t.     |
| 17                        | Edvald Boasson Hagen | Sky ProCycling            | z.t.     |
| 18                        | Björn Leukemans      | Vacansoleil-DCM           | z.t.     |
| 19                        | Vincent Jérôme       | Team Europcar             | z.t.     |
| 20                        | Johan Vansummeren    | Team Garmin-Sharp         | z.t.     |

## Vrouwen
De Ronde van Vlaanderen was bij de vrouwen aan zijn tiende editie toe. De wedstrijd maakt deel uit van de wereldbeker en werd gewonnen door wereldkampioene Marianne Vos.

### Rituitslag
| Plaats  | Naam                 | Ploeg                 | Tijd     |
| ------- | -------------------- | --------------------- | -------- |
| Winnaar | Marianne Vos         | Rabo-Liv              | 3u33'21" |
| 2       | Ellen van Dijk       | Specialized-lululemon | z.t.     |
| 3       | Emma Johansson       | Orica-AIS             | z.t.     |
| 4       | Elisa Longo Borghini | Hitec Products        | z.t.     |
| 5       | Annemiek van Vleuten | Rabo-Liv              | + 2'37"  |
| 6       | Adrie Visser         | Boels Dolmans         | z.t.     |
| 7       | Anna van der Breggen | Sengers Ladies        | z.t.     |
| 8       | Loes Gunnewijk       | Orica-AIS             | z.t.     |
| 9       | Elizabeth Armitstead | Boels Dolmans         | + 2'39"  |
| 10      | Kirsten Wild         | Argos-Shimano         | + 4'33"  |
| 11      | Christine Majerus    | Sengers Ladies        | z.t.     |
| 12      | Trixi Worrack        | Specialized-lululemon | z.t.     |
| 13      | Giorgia Bronzini     | Wiggle Honda          | z.t.     |
| 14      | Tiffany Cromwell     | Orica-AIS             | z.t.     |
| 15      | Charlotte Becker     | Argos-Shimano         | z.t.     |
| 16      | Inga Čilvinaitė      | Pasta Zara-Cogeas     | z.t.     |
| 17      | Latoya Brulee        | CyclelivePLUS-Zannata | z.t.     |
| 18      | Megan Guarnier       | Rabo-Liv              | z.t.     |
| 19      | Liesbeth De Vocht    | Rabo-Liv              | z.t.     |
| 20      | Jolien D'Hoore       | Lotto Belisol Ladies  | z.t.     |